# Luxembourg au Concours Eurovision de la chanson 1957
Le Luxembourg a participé au premier Concours Eurovision de la chanson en 1957 à Francfort-sur-le-Main, en Allemagne de l'Ouest. La chanson Amours mortes (tant de peine) chantée par Danièle Dupré a été sélectionnée en interne par le radiodiffuseur luxembourgeois Télé Luxembourg pour représenter le pays. 

## À l'Eurovision
Le Luxembourg était le 2e pays à chanter lors de la soirée du concours, après la Belgique et avant le Royaume-Uni. À l'issue du vote, le Luxembourg reçoit 8 points, se classant 4e ex æquo avec l'Allemagne sur 10 pays.

### Points attribués au Luxembourg
Chaque pays avait un jury de dix personnes. Chaque membre du jury pouvait donner un point à sa chanson préférée.
| 10 points | 9 points | 8 points   | 7 points | 6 points      |
| --------- | -------- | ---------- | -------- | ------------- |
|           |          |            |          |               |
| 5 points  | 4 points | 3 points   | 2 points | 1 point       |
|           | - Italie | - Autriche |          | - Royaume-Uni |

### Points attribués par le Luxembourg
| 4 points | France                    |
| 3 points | Pays-Bas                  |
| 1 point  | Royaume-Uni Italie Suisse |